# Fortaleny
Fortaleny település Spanyolországban, Valencia tartományban. Fortaleny Riola, Sueca, Corbera, Cullera és Llaurí községekkel határos. Lakosainak száma 1005 fő (2024).

## Népesség
A település népessége az utóbbi években az alábbiak szerint változott:
| Lakosok száma | 994  | 1010 | 991  | 997  | 1035 | 1034 | 1033 | 1026 | 1026 | 1005 |
|               | 2001 | 2004 | 2007 | 2009 | 2012 | 2014 | 2017 | 2019 | 2022 | 2024 |